# Zofia Kucówna

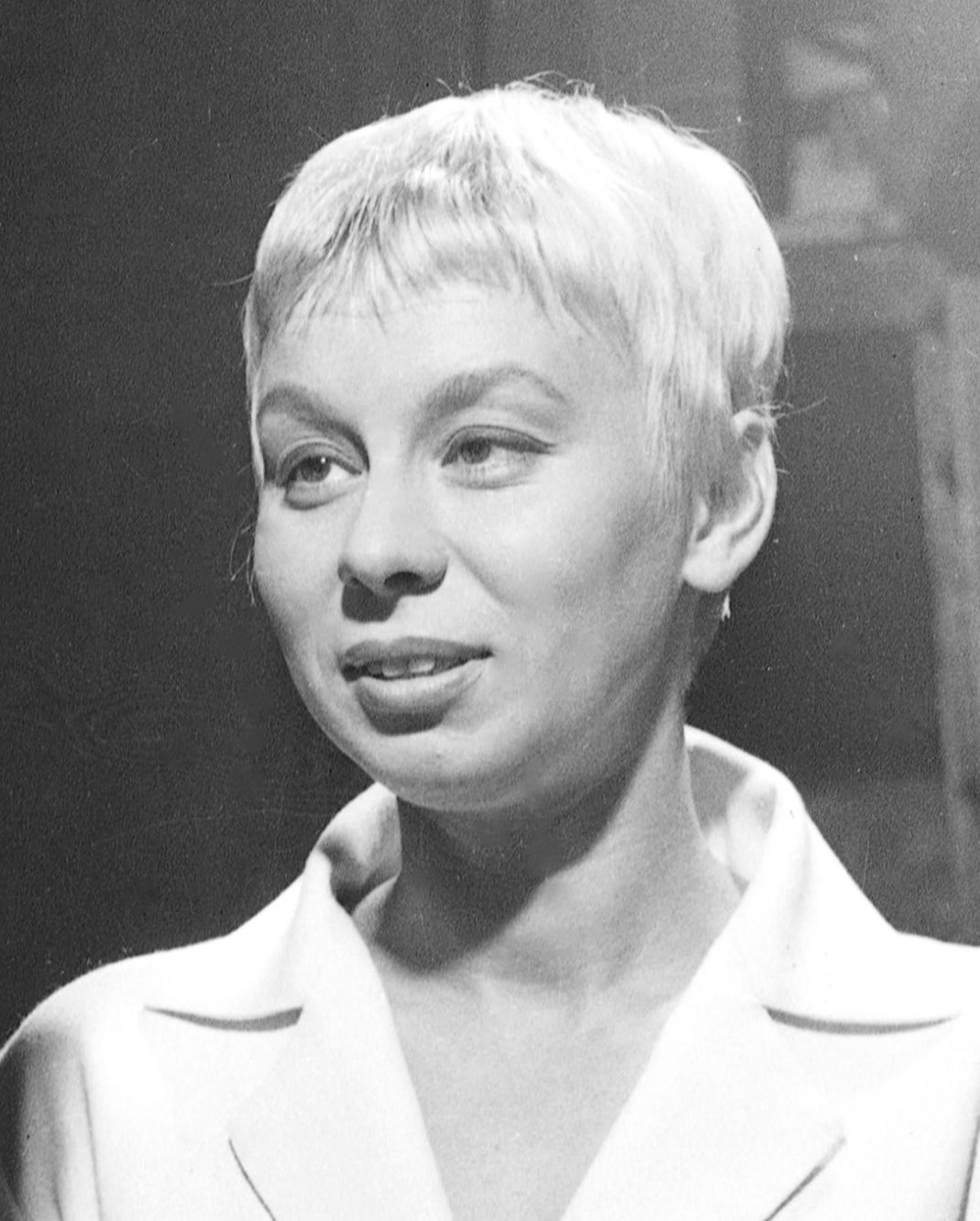
Zofia Kucówna im Jahr 1961

Zofia Kucówna (* 12. Mai 1933 in Warschau, Polen; † 6. April 2024 in Konstancin-Jeziorna) war eine polnische Schauspielerin und Schriftstellerin.

## Leben
Zofia Kucówna wurde 1933 in der polnischen Hauptstadt Warschau geboren. Sie besuchte die Staatliche Hochschule für Schauspielerei in Krakau, an der sie 1955 ihren Abschluss machte. Am 26. November 1955 gab sie ihr Theaterdebüt. In den Jahren 1955 bis 1957 spielte sie am Staatlichen Theater des Jungen Zuschauers in Krakau (später Bagatela-Theater), im Anschluss gehörte sie von 1957 bis 1959 zum Ensemble des Osterwa-Theater in Lublin. Kucówna kehrte 1959 in ihre Geburtsstadt zurück und war dort an mehreren bekannten Bühnen aktiv. Dazu zählten das Teatr Powszechny (1959 bis 1964, 1965 bis 1968), das Teatr Ateneum (1964 bis 1965, 1982 bis 1986) sowie  das Nationaltheater (Teatr Narodowy, 1968 bis 1982). In den zwanzig Jahren von 1986 bis 2006 spielte sie am Zeitgenössischen Theater in Warschau. In späteren Jahren war sie Dozentin an der Aleksander-Zelwerowicz-Theaterakademie Warschau, außerdem war sie Autorin mehrerer Bücher.
Neben ihrer Theaterlaufbahn wirkte Zofia Kucówna in knapp 20 Film- und Fernsehproduktionen mit. 2001 wurde sie für ihre Rolle in dem Film Sisyphusarbeiten (im Original Syzyfowe prace) beim Polnischen Filmpreis als Beste Nebendarstellerin nominiert.

## Filmografie
- 1958: Verregneter Juli (Deszczowy lipiec)
- 1962: Spóznieni przechodnie
- 1963: Verbotene Jagd (Przygoda noworoczna)
- 1964: Wiano
- 1970: Szkice warszawskie
- 1978: Spirale (Spirala)
- 1995: Pestka
- 2000: Sisyphusarbeiten (Syzyfowe prace)

## Bücher
- Zatrzymać czas, Krajowa Agencja Wydawnicza, Białystok, 1990, ISBN 83-03-03201-1.
- Zdarzenia potoczne, P.P. „Dom Książki“ Spółka Wydawniczo-Księgarska, Warschau, 1993, ISBN 83-7064-072-9.
- Zapach szminki, „Akapit Press“, Łódź, 2000, ISBN 83-87463-66-3.
- Opowieści moje (wybór felietonów z lat 1995–1999), „Akapit Press“, Łódź, 2000, ISBN 83-87463-48-5.
- Szara godzina, Zysk i S-ka Wydawnictwo, Posen, 2012, ISBN 978-83-7785-191-3.